# Poa napensis
Poa napensis là một loài cỏ trong họ hòa thảo, thuộc chi poa.